# Achim (okres Verden)
Achim je město v německém spolkovém státě Dolní Sasko. Leží na pravém břehu Vezery zhruba 17 kilometrů na severozápad od Verdenu a 16 kilometrů na jihovýchod od Brém a patří do zemského okresu Verden.
Od roku 1847 je zde nádraží na železniční trati Hannover — Brémy.